# Shnookums & Meat
Shnookums & Meat (auch Das Chaosteam Shnookums & Meat, orig. The Shnookums and Meat Funny Cartoon Show) ist eine 13-teilige Disney-Zeichentrickserie, die vom 2. Januar bis zum 27. März 1995 als Teil des Syndication-Programmfensters The Disney Afternoon auf verschiedenen US-Regionalsendern erstausgestrahlt wurde. Die deutsche Erstausstrahlung erfolgte vom 23. November 1996 bis zum 19. Januar 1997 auf dem Fernsehsender RTL. Später wurde die Serie auch auf Super RTL wiederholt. Produzent und Autor ist Bill Kopp, Regie und Co-Produktion übernahm Jeff DeGrandis. Beide kannten sich bereits aus dem California Institute of the Arts und hatten schon an mehreren Cartoons mitgewirkt.
Jede Folge besteht aus drei einzelnen Geschichten. Eine davon zeigt den Alltag der Katze Shnookums und des Hundes Meat auf humoristische und satirische Weise. Da sie gezwungen sind, unter einem Dach zu leben und sich nicht besonders leiden können, führt das zu viel Ärger und Streit. In einer weiteren kämpft der tierische Superheld Pith Possum gemeinsam mit seinem Freund, dem Waschbären Opediah, gegen das Verbrechen in der Stadt Possum City. Das dritte Segment dreht sich um Sheriff Tex Tinstar, der für Recht und Ordnung im Wilden Westen sorgt.

## Episodenliste
| #  | Deutscher Titel                                                                          | Dt. Premiere | Originaltitel                                                                                | Premiere   |
| -- | ---------------------------------------------------------------------------------------- | ------------ | -------------------------------------------------------------------------------------------- | ---------- |
| 1  | Jetzt wird abgespeckt!/ Der Monsterhase/ Tex Tinstar – In der Falle                      | 23.11.1996   | Weight For Me/ The Phantom Mask Of The Dark Black Darkness Of Black/ A Fistful Of Foodstamps | 02.01.1995 |
| 2  | Baseballfieber/ Die Holzfällerarmee/ Vom Unglück verfolgt                                | 30.11.1996   | Ow, Hey!/ Darkness On The Edge Of Black/ For A Few Foodstamps More                           | 09.01.1995 |
| 3  | Mach’ die Fliege/ Der Insektenmann/ Sturz von der Klippe                                 | 07.12.1996   | Bugging Out!/ Night Of Darkness/ The Good, The Bad, And The Wiggly                           | 16.01.1995 |
| 4  | Pudelpanik/ Die Jagd nach dem verlorenen Harz/ Über dem Abgrund zu sehen                 | 14.12.1996   | Poodle Panic/ The Darkness, It Is Dark/ Low Pants Drifter                                    | 23.01.1995 |
| 5  | Verrückt vor Hunger/ Die Doppelgänger/ Die Explosion                                     | 24.11.1996   | Cabin Fever/ Return Of The Night In Blacker Darkness/ Stale Rider                            | 30.01.1995 |
| 6  | Schmerzen im Gehirn/ Überarbeitet/ Floyd trumpft auf                                     | 01.12.1996   | Pain In The Brain/ Haunt Of The Night In Blacker Darkness/ Loathsome Dove                    | 06.02.1995 |
| 7  | Himmel oder Hölle?/ Angriff der Killerinsekten/ Die glorreichen Elf                      | 08.12.1996   | Step-Ladder To Heaven/ Bride Of Darkness/ The Magnificent Eleven                             | 13.02.1995 |
| 8  | Das Kung-Fu-Kätzchen/ Der neue Held/ Hai-Maat-Los                                        | 15.12.1996   | Kung Fu Kitty/ Son Of The Cursed Black Of Darkness/ Saddlesores, Sagebrush And Seaweed       | 20.02.1995 |
| 9  | Die beiden Superhirne/ Die Superhelden-Party/ Nachts in der Wüste                        | 22.12.1996   | I.Q. You Too/ The Light Of Darkness/ Slap-Happy Trails                                       | 27.02.1995 |
| 10 | Die Sache mit dem Fisch/ Liebling, wir haben ein Riesen-Opossum/ Die Kreaturen der Nacht | 29.12.1996   | Something Fishy/ Return Of The Dark Mask Of Phantom Blackness/ My Spine Hurts                | 06.03.1995 |
| 11 | Die Nacht der lebenden Shnookums/ Klops im Kopf/ Gefahr aus dem Weltall                  | 05.01.1997   | Night Of The Living Shnookums/ Dark Of The Darker Darkness/ The Vinyl Frontier               | 13.03.1995 |
| 12 | Weihnachtsglocken, Stinkesocken/ Hilfe, Oma kommt!/ Dem Weltall entronnen                | 12.01.1997   | Jingle Bells, Something Smells/ Dark Quest For Darkness/ Hey, Careful, That’s My Cerebellum  | 20.03.1995 |
| 13 | Der Sonntagsbraten/ Auf hoher See/ Am Ende der Nacht                                     | 19.01.1997   | What A Turkey!/ Light, Or Dark Meat?/ There Are Spiders All Over Me!                         | 27.03.1995 |